# Von Wilamowitz-Moellendorff
Wilamowitz-Moellendorff – niemiecki ród ziemiański, właściciele dóbr na Kujawach, wśród nich były m.in. Markowice, Bożejewice, Wymysłowice, Kobylniki, Łagiewniki, Rożniaty. 
Najstarszym członkiem rodu był Theodor von Wilamowitz. 
- Arnold von Wilamowitz-Moellendorff (28 czerwca 1813, zm. 2 stycznia 1888), założyciel rodzinnego cmentarza zwanego potocznie gajem wymysłowickim. Jego żoną była Ulrike von Wilamowitz-Moellendorff z domu von Calbo (ur. 5 czerwca 1820, zm. 26 listopada 1874 w Markowicach) z którą miał trójkę dzieci[potrzebny przypis]: 
  - Ulrich von Wilamowitz-Moellendorff (ur. 1848, zm. 1931). Jego żoną była Marie von Wilamowitz-Moellendorff (ur. 28 czerwca 1855 roku, zm. 15 września 1936 w Markowicach) córka noblisty Thedora Mommsena. Mieli czwórkę dzieci:
    - Tycho von Wilamowitz-Moellendorff
    - Gottfried Hermann von Wilamowitz-Moellendorff (ur. ?, zm. 2 maja 1882 w Markowicach). Został pochowany w gaju wymysłowickim.
    - Hermann von Wilamowitz-Moellendorff (ur. 21 maja 1887 w Markowicach, zm. 29 października 1930). Był majorem Luftwaffe. Został pochowany w gaju wymysłowickim.
    - Hildegard von Wilamowitz-Moellendorff (ur. 20 maja 1869 w Markowicach, zm. 17 listopada 1947 w Blankenburg), była żoną Clausa von Heydebrecka (ur. 15 lutego 1859 w Pasewalku, zm. 2 września 1935 w Markowicach), z którym miała syna Henniga von Heydebrecka (1828–1904) i baronową Anny von Colmar (1837–1879). Claus był autorem historii Markowic. Został pochowany w gaju wymysłowickim.

  - Hugo von Wilamowitz-Moellendorff (1840–1905)
    - Hugo Friedrich Wilhelm von Wilamowitz-Moellendorff
      - Hugo
      - Josephine

  - Georg Wilamowitz-Moellendorff'
- Emma von Schwanenfeld z d. Wilamowitz (ur. w 1800, zm. w 1876 w Kobylnikach), żona Johana Schwanendelda. Nie miała dzieci a majątek wydzierżawiła Hugonowi von Wilamowitzowi-Moellendorffowi.